# Gabriele Appel
Gabriele Appel, född den 17 januari 1958 i Viersen, Tyskland, är en västtysk landhockeyspelare.
Hon tog OS-silver i damernas landhockeyturnering i samband med de olympiska landhockeytävlingarna 1984 i Los Angeles.